# Амшарево
Амшарево — деревня в Гагаринском районе Смоленской области России. Входит в состав Потаповского сельского поселения. Население — 5 жителей (2007 год).
Расположена в северо-восточной части области в 9 км к юго-западу от Гагарина, в 8 км севернее автодороги М1 «Беларусь», на берегу реки Тока. В 2 км севернее деревни расположена железнодорожная станция Василисино на линии Москва — Минск.
1. Н/Д[1]

## История
В годы Великой Отечественной войны деревня была оккупирована гитлеровскими войсками в октябре 1941 года, освобождена в марте 1943 года.